# Karel Pečko
Karel Pečko, slovenski akademski slikar, * 29. september 1920, Vuhred, Kraljevina SHS (danes Slovenija), † 2. maj 2016, Slovenj Gradec.

## Odlikovanja in nagrade
- Valvasorjeva nagrada za življenjsko delo za leto 1981
- Leta 1996 je prejel srebrni častni znak svobode Republike Slovenije z naslednjo utemeljitvijo: »za njegove zasluge pri kulturni podobi Slovenj Gradca, za organizacijsko in drugo delo v dobro krajanom, še posebej pa za kulturno povezovanje Slovenije s svetom«.[5]